# 2 Korpus Armijny (Francja)
2 Korpus Armijny – wyższy związek taktyczny francuskich Sił Zbrojnych.

## Charakterystyka
Od 1966  francuskie związki taktyczne nie wchodziły w skład Połączonych Sił Zbrojnych NATO, ale na podstawie bilateralnych porozumień siły te w razie wojny miały być użyte na Centralnym Teatrze Działań Wojennych. Decyzje o ich podporządkowaniu dowódcy Centralnej Grupy Armii podejmował rząd francuski.

## Struktura organizacyjna
Organizacja
- dowództwo Korpusu – Baden-Baden
- 1 Dywizja Pancerna – Trier
- 3 Dywizja Pancerna – Freiburg
- 5 Dywizja Pancerna w Landau in der Pfalz